# Alhama de Granada

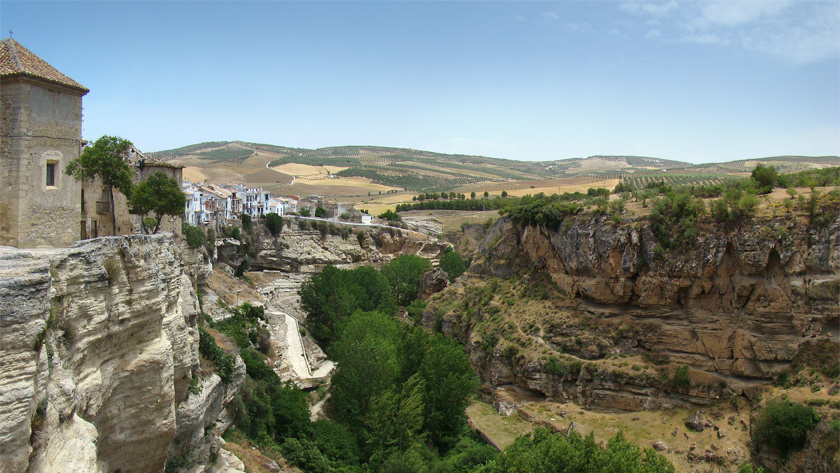
Vista sobre el río Alhama

Alhama de Granada es una localidad y municipio español situado en la parte centro-oeste de la comarca alhameña, en la provincia de Granada, comunidad autónoma de Andalucía. Limita con los municipios granadinos de Zafarraya, Loja, Salar, Moraleda de Zafayona, Cacín, Chimeneas —mediante un exclave de su término municipal—, Agrón, Arenas del Rey, Játar, Fornes, Jayena, Otívar y Santa Cruz del Comercio —enclave en su término—; y con los municipios malagueños de Cómpeta, Canillas de Albaida, Sedella, Canillas de Aceituno y Alcaucín. Cuenta con una población de 5657 habitantes (INE 2024). Por su término, donde se sitúa buena parte del parque natural Sierras de Tejeda, Almijara y Alhama, discurren los ríos Alhama (o Merchán), Cacín, Cebollón y de la Madre.
El municipio alhameño comprende los núcleos de población de Alhama de Granada —capital municipal y comarcal—, Buenavista, Pilas de Algaida y Ventas de Zafarraya—las dos últimas conforman una Entidad Local Autónoma—, así como decenas de diseminados entre los que destacan Casa de Millón, Casas de las Vegas, El Doctor, Júrtiga, La Laguneta, Los Llanos de Buenavista, Majada de León, Los Monteros, El Nogal, Los Pergueres, Pilas del Carneril, Pilas Dedil, El Pozo, Rincón Alto, El Romeral, Veluti, Vilano y La Venta Dona, entre otros.
Alhama de Granada es conocida por sus baños termales árabes asentados sobre restos de los baños romanos, de los que procede su propio nombre, al-Hama, (que significa el baño) y que darían lugar al actual balneario, y por sus imponentes tajos y barrancos situados dentro del parque natural de las sierras de Tejeda, Almijara y Alhama, espectacular paisaje formado sobre el río Alhama, confinados en la parte alta de la localidad.

## Historia
La zona de Alhama ha sido habitada desde antiguo. Del periodo Neolítico se han encontrado restos arqueológicos en las cuevas de la Mujer, del Agua y de los Molinos, en distintos asentamientos distribuidos en torno al río.
La evolución de Alhama comienza a partir del asentamiento romano ubicado en la zona del balneario. Algunos historiadores consideran que pudo ser la ciudad que Plinio el Viejo denominó como Artigi, aunque no existe certeza sobre ello, quedan restos romanos de algunas villae (casas de campo). De esta época datan las termas, que posteriormente fueron reutilizadas por los árabes; y también, el denominado puente romano, y un trozo de antigua calzada. Todos estos vestigios están localizados al norte, cerca de la carretera de Granada.
Desde finales del siglo IX hay ya constancia de la actual Alhama, que en árabe significa manantial de agua caliente y que toma su nombre de los baños termales descubiertos por los romanos. En esta época la población se ubica en la loma que domina los tajos del río que protegen su flanco este. Se fortifican los lados más vulnerables y se erige la antigua alcazaba, hoy desaparecida. Alhama alcanzó su máxima trascendencia histórica durante el periodo de plaza fuerte del reino nazarí de Granada, Baja Edad Media, cuando la ciudad experimentó un gran auge comercial, económico y urbanístico, que la hicieron convertirse en una de las perlas más valiosas del Reino de Granada y, también, en una de las piezas más codiciadas para los ejércitos comandados por los Reyes Católicos.

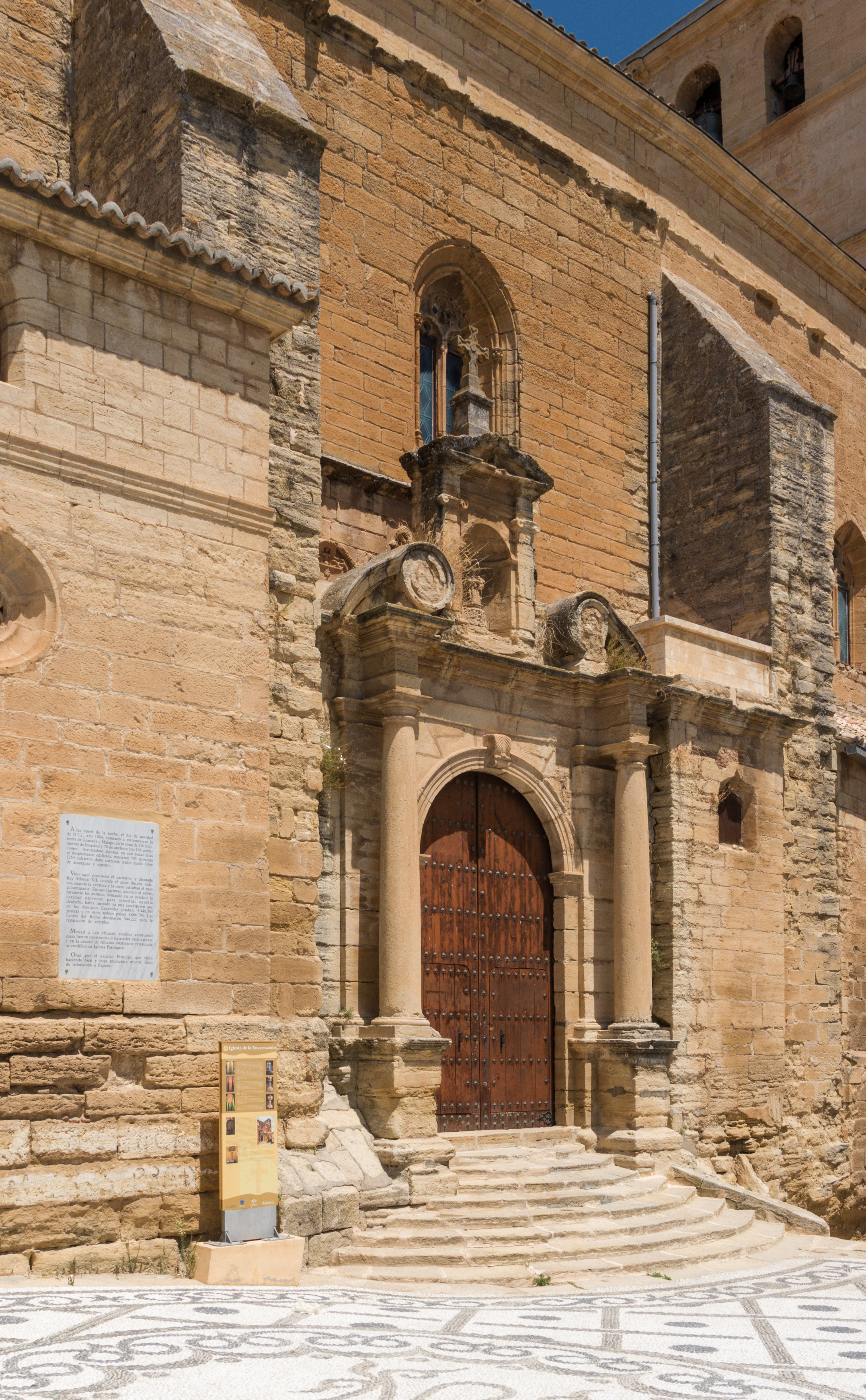
Iglesia Mayor de la Encarnación

Su toma por los ejércitos de los soberanos de la Corona de Castilla el 28 de febrero de 1482, en represalia por la toma nazarí de Zahara de la Sierra en 1481, significó el inicio de la guerra de Granada (este hecho se narra en el célebre Romance de la pérdida de Alhama). Durante la guerra, ya en manos castellanas, Alhama sufrió varios sitios por parte de las fuerzas nazaríes, todos sin éxito. Durante el tercero, entre 1484 y 1485, el alcaide de Alhama, Íñigo López de Mendoza y Quiñones, ordenó el uso de papel moneda.
Tras la Reconquista cristiana por Rodrigo Ponce de León y Núñez, la plaza conservó su importancia estratégica y económica. En 1486 la reina Isabel de Castilla y el rey Fernando de Aragón nombraron a Hernán Pérez del Pulgar, por medio de una Real Cédula, capitán general de Alhama, en premio a su valor al protagonizar una arriesgada operación en 1482 en la que logró eludir el cerco y llegar hasta Antequera para pedir auxilio, evitando la pérdida de Alhama, estratégicamente situada en el centro del antiguo reino nazarí.
Una vez consumada la Reconquista, comienzan a producirse cambios significativos en la fisonomía de la ciudad. Las mezquitas se van sustituyendo por iglesias; los antiguos zocos, dan paso a plazas abiertas; se levantan nuevos edificios, aprovechando la estructura de otros más antiguos. En definitiva, cambia el aspecto arquitectónico y artístico, pero se va enriqueciendo gracias a la convivencia de estilos. Los Reyes Católicos dotan a la ciudad de nuevos edificios, acordes con la nueva estructura civil y burocrática, en espera de la toma definitiva del Reino de Granada.
Tras el apogeo alcanzado durante la Edad Media, Alhama cae en un profundo olvido. Pese a todo, fue protagonista de un siglo XIX muy convulso en todo el país, sufriendo, la ocupación de las tropas francesas de Napoleón y las desamortizaciones que afectaron a algunos de sus bienes eclesiásticos. Para culminar este periodo histórico, un lamentable infortunio volverá a convertir a la ciudad, y a su comarca, en el centro de interés de medio mundo: el terrible terremoto acontecido el 25 de diciembre de 1884, conocido como terremoto de Granada de 1884, que asoló las provincias de Granada y Málaga.
Hasta la reforma de la nomenclatura municipal de 1916 el municipio se llamaba simplemente Alhama. En dicha fecha su nombre fue modificado por el de Alhama de Granada. Durante la guerra civil española, el 27 de enero de 1937 las tropas sublevadas entraron en la localidad, encontrando el pueblo arrasado.
En 1975 el municipio de Ventas de Zafarraya se incorporó al de Alhama de Granada.

## Geografía

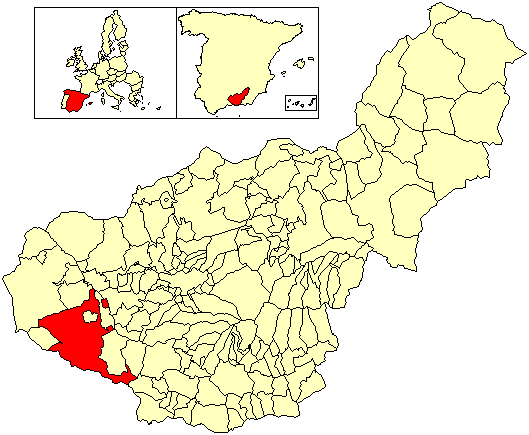
Extensión del municipio en la provincia de Granada

### Situación
Integrado en la comarca de Alhama, se encuentra situado a 57 kilómetros de la capital provincial, a 135 de Jaén, a 215 de Almería y a 331 de Murcia. El término municipal está atravesado por la carretera A-402, que conecta la autovía A-92 en Moraleda de Zafayona con La Viñuela.
| Noroeste: Loja                                     | Norte: Loja y Salar                          | Nordeste: Salar, Moraleda de Zafayona, Cacín, Chimeneas y Santa Cruz del Comercio (enclave) |
| Oeste: Zafarraya y Alcaucín (MA)                   |                                              | Este: Cacín, Agrón, Arenas del Rey y Játar                                                  |
| Suroeste: Canillas de Aceituno (MA) y Sedella (MA) | Sur: Canillas de Albaida (MA) y Cómpeta (MA) | Sureste: Otívar, Jayena y Fornes                                                            |

## Demografía
Alhama de Granada cuenta con una población de 5657 habitantes (INE 2024), que se distribuyen de la siguiente manera:
| Unidad poblacional  | Hab.  |
| ------------------- | ----- |
| Alhama de Granada   | 4 055 |
| Ventas de Zafarraya | 1 066 |
| Pilas de Algaida    | 85    |
| Buenavista          | 39    |
| diseminado          | 404   |
| TOTAL               | 5 649 |

### Evolución de la población
| Gráfica de evolución demográfica de Alhama de Granada entre 1842 y 2021 |
| |
| Población de derecho según los censos de población del INE Población de hecho según los censos de población del INEEn 1974 crece el término del municipio porque incorpora a Ventas de Zafarraya |

## Economía
La principal actividad económica es la agricultura, con explotación de cereales y olivo y de modo preferente las leguminosas especialmente los garbanzos. Las actividades ganaderas se concentran en las cabañas lanar y caprino. El turismo empieza a cobrar importancia con 403 plazas hoteleras y 104 en hostales y pensiones (datos de 2007). La inmigración es ligeramente superior al 10 % de la población, procediendo más de la mitad de los inmigrantes de Marruecos.
El balneario de Alhama de Granada, situado a unos 2 km del centro urbano y construido sobre un antiguo basamiento romano del siglo I, supone una importante fuente de ingresos para la población gracias al turismo de salud y relax que atraen sus tratamientos de hidroterapia.

### Evolución de la deuda viva municipal
| Gráfica de evolución de la deuda viva del Ayuntamiento de Alhama Gr. entre 2008 y 2022                                |
| |
| Deuda viva del Ayuntamiento de Alhama Gr. en miles de euros según datos del Ministerio de Hacienda y Función Pública. |

## Administración y política
Los resultados en Alhama de Granada de las últimas elecciones municipales, celebradas en mayo de 2023, son:
| Elecciones Municipales - Alhama de Granada (2023) | Elecciones Municipales - Alhama de Granada (2023) | Elecciones Municipales - Alhama de Granada (2023) | Elecciones Municipales - Alhama de Granada (2023) | Elecciones Municipales - Alhama de Granada (2023) |
| Partido político                                  | Partido político                                  | Votos                                             | Votos                                             | Concejales                                        |
| ------------------------------------------------- | ------------------------------------------------- | ------------------------------------------------- | ------------------------------------------------- | ------------------------------------------------- |
|                                                   | Partido Popular (PP)                              | 1483                                              | 49,05 %                                           | 7                                                 |
|                                                   | Partido Socialista Obrero Español (PSOE)          | 1278                                              | 42,27 %                                           | 6                                                 |
|                                                   | Izquierda Unida Para la Gente (PARA LA GENTE)     | 184                                               | 6,08 %                                            | 0                                                 |
|                                                   | Vox (VOX)                                         | 51                                                | 1,68 %                                            | 0                                                 |

## Cultura

### Patrimonio
Alhama conserva monumentos históricos muy significativos como los baños, construcción datada al final de la etapa almohade (siglo XIII) y comienzos de la Nazarí (siglo XIV), situados a dos kilómetros de la localidad en dirección Granada o el puente romano sobre el río Alhama, cercano a las termas.
La parte monumental del casco urbano se concentra en su zona suroeste. Todo el casco antiguo está declarado conjunto histórico-artístico. Entre los elementos más importantes se encuentra la Iglesia Mayor de la Encarnación, poderosa iglesia gótico-renacentista, levantada por orden de los Reyes Católicos en 1505 sobre la mezquita mayor, siendo la primera iglesia cristiana consagrada en el antiguo Reino de Granada, tras su toma por los cristianos. Su portada es obra de Enrique Egas.
- La iglesia del Carmen, edificio renacentista del siglo XVI con decoración barroca interior;
- La Casa de la Inquisición, de estilo gótico isabelino, que solo conserva original la fachada;
- El Hospital de la Reina, renacentista, primer hospital de sangre, y edificado sobre la que fuera casa del cadí de Alhama. Hoy centro de Artesanos. Destaca el patio, fachadas y artesonados
- La fuente conocida como Caño Wamba, erigida en 1533, de estilo renacentista;
- El Granero Comunal o pósito, fue construido sobre la sinagoga existente a la Reconquista.[10] La cristianización de la ciudad después de su toma, condujo a la construcción de grandes conventos como el del Carmen o el de San Diego.
- Antigua Cárcel ( Centro de Interpretación de Alhama)
- Convento de San Diego.
- Castillo ( reconstruido en el s. XIX) y no visitable el interior.
- Iglesia de las Angustias ( Ruinas)
- Fuente del Pilar de Carlos V (s. XVI)
- Ermita de los Remedios ( junto al área de caravanas. Zona de Salida del pueblo, dirección Granada)
- Puente Romano
- Mazmorras medievales
- Fuente del Pilar de San Diego
- Fuente Pilar de la Carrera

### Fiestas
Las fiestas de Alhama son, por orden cronológico, la Candelaria o fiesta de la Luz; el carnaval, declarado fiesta de Interés Turístico; el Viernes de Dolores, viernes justo anterior al Domingo de Ramos; la Feria de San Juan; el Festival de la Canción (Alhama Festival de Música); la romería del Vino; y la Feria Grande de Septiembre. Recientemente se ha unido con muy buenos resultados la fiesta del Vino, que siempre se celebra coincidiendo con el primer sábado del mes de febrero.
En la fiesta de la Candelaria (2 de febrero), típica de la provincia de Granada, las calles de Alhama se iluminan con las candelas (hogueras) que encienden los vecinos (la fiesta se prepara desde principios de enero; los barrios pueden inscribirse en la concejalía de festejos del ayuntamiento, el cual aporta la leña y la arena necesaria para alimentar sin peligro la hoguera, así como vino para amenizar la velada). Por su parte, los vecinos deben componer los merceores (mecedores o columpios) que se montan esa noche, para cantar al mismo tiempo coplillas tradicionales. El origen de la fiesta parece estar en la procesión que el dos de febrero, cuarenta días después del nacimiento de Jesús, se realizaba entre el convento de San Diego y la iglesia de la Joya. A su fin, se salía al campo, armándose mecedores y cantando los participantes coplillas.
El primer sábado de febrero y casi coincidiendo con la festividad de la Candelaria, tiene lugar la fiesta del Vino en Alhama de Granada. Es una fiesta de reciente creación y carácter solidario. Durante la misma se hace la presentación de los vinos de los viticultores locales. Después de las catas, se eligen los mejores vinos de la temporada, que se sirven en los distintos puestos habilitados para los viticultores locales. Además del vino, se puede degustar comida tradicional alhameña, como son las migas, la olla jameña, las setas, el choto, los quesos y embutidos. El dinero recaudado se dona a alguna institución o asociación benéfica.

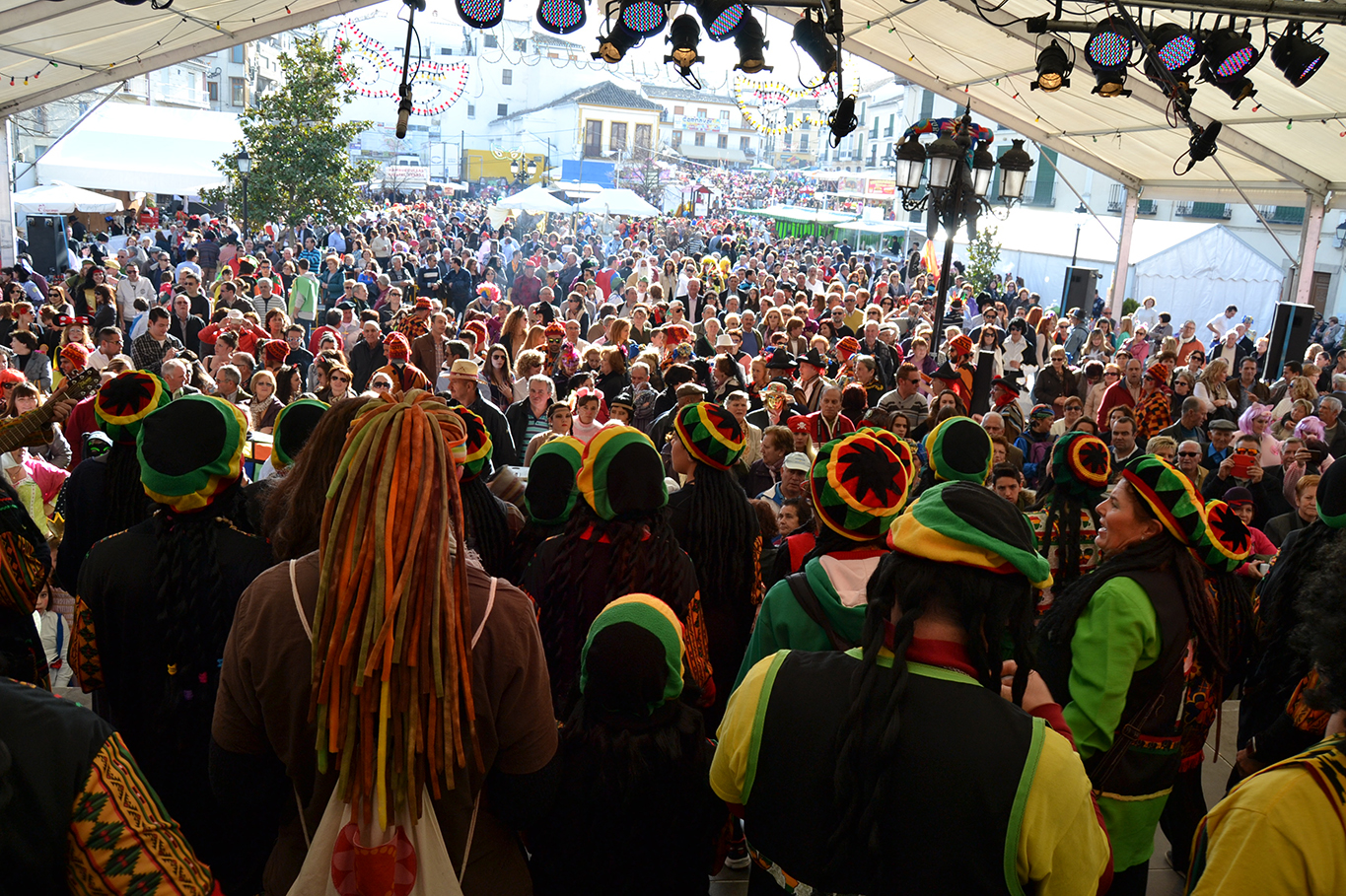
Carnaval de Alhama de Granada

El carnaval reúne visitantes de todo el entorno el domingo, lunes y martes anteriores al Miércoles de Ceniza y, especialmente, durante el denominado Domingo de Piñata, el domingo posterior al Miércoles de Ceniza. El Carnaval de Alhama, es una fiesta con declaración de fiesta de Interés Turístico en Andalucía. Durante el carnaval, desfilan por las calles comparsas, que entonan canciones relatando los hechos más curiosos del año, y máscaras, que se pasean haciendo bromas a la gente. Las máscaras son disfraces típicos y únicos del Carnaval de Alhama, con la característica principal de ocultar el rostro y disfrazarse rescatando ropas viejas y anticuadas que los alhameños guardan con este único objetivo. El Martes de Carnaval se celebra el carnaval infantil con participación de todos los centros educativos. El lunes posterior al Domingo de Piñata, es fiesta local, Lunes de Resaca, fiesta que posibilita que los alhameños puedan disfrutar muy intensamente el Domingo de Piñata sin temor al lunes.
El Viernes de Dolores constituye el inicio de la Semana Santa, con la procesión de la Virgen de las Angustias, patrona de Alhama y de la Diócesis de Granada, desde su ubicación habitual, la iglesia del Carmen.
La romería del Vino tiene lugar el 15 de agosto. Además de actividades relacionadas con el vino, tiene lugar la degustación de productos de Alhama, principalmente la olla jameña. Es una de las pocas romerías de carácter pagano que se conocen.
La Feria Grande de Septiembre se celebra en torno al día 8 de dicho mes. En el recinto ferial se instalan casetas en las que tomar pinchitos y bailar y atracciones para los niños.

## Hermanamiento
- Bagnères-de-Bigorre, Francia[17]